# اغرب (بعدان)

تعديل مصدري - تعديل

اغرب هي إحدى قرى عزلة بني عواض بمديرية بعدان التابعة لمحافظة إب، بلغ تعداد سكانها 453 نسمة حسب تعداد اليمن لعام 2004.